# Liste der Monuments historiques in Arfeuilles
Die Liste der Monuments historiques in Arfeuilles führt die Monuments historiques in der französischen Gemeinde Arfeuilles auf.

## Liste der Objekte
| Bezeichnung | Beschreibung                       | Standort                        | Kennzeichnung | Schutzstatus | Datum | Bild |
| ----------- | ---------------------------------- | ------------------------------- | ------------- | ------------ | ----- | ---- |
| Reliquiar   | Kupfer, vergoldet, 16. Jahrhundert | in der Kirche St-Germain (Lage) | PM03000012    | Classé       | 1918  |      |
| Pietà       | Stein, 16. Jahrhundert             | in der Kirche St-Germain (Lage) | PM03000013    | Classé       | 1938  |      |